# St Osyth Heath
St Osyth Heath – przysiółek w Anglii, w hrabstwie Essex, w dystrykcie Tendring. Leży 45 km na wschód od miasta Chelmsford i 93 km na wschód od Londynu.